# Mirosław Kowalik (żużlowiec)
Mirosław Kowalik (ur. 7 maja 1969 w Aleksandrowie Kujawskim) – polski żużlowiec i trener sportu żużlowego.

## Życiorys
Wychowanek Apatora Toruń. Licencję żużlową uzyskał w 1987 roku.
Dziewięciokrotny medalista drużynowych mistrzostw Polski: dwukrotnie złoty (1990, 2001), dwukrotnie srebrny (1995, 1996) i pięciokrotnie brązowy (1991, 1992, 1993, 1994, 2003). Trzykrotny medalista młodzieżowych drużynowych mistrzostw Polski: złoty (1990), srebrny (1989) oraz brązowy (1988). Sześciokrotny medalista mistrzostw Polski par klubowych: srebrny (1997) oraz pięciokrotnie brązowy (1991, 1992, 1993, 1995, 1996). Złoty medalista młodzieżowych mistrzostw Polski par klubowych (1990). Sześciokrotny finalista indywidualnych mistrzostw Polski (najlepszy wynik: 1997 – IV miejsce).
Po zakończeniu kariery żużlowca zajął się trenerką. W latach 2006–2007 prowadził zespół PSŻ Poznań, z którym awansował i utrzymał się w I lidze. W październiku 2008 roku zastąpił na stanowisku trenera Startu Gniezno Tomasza Fajfera. Podpisał 2-letnia umowę, ale został zwolniony w czerwcu 2009 z powodu słabych wyników. W lipcu 2010 ponownie został trenerem PSŻ Poznań po tym, jak władze klubu rozwiązały umowę ze Zbigniewem Jąderem. W 2012 został trenerem swojego macierzystego klubu Apatora Toruń. Od końca 2016 zatrudniony jako trener I ligowego klubu GKS Wybrzeże w Gdańsku.
Brat Marcina Kowalika, również żużlowca.

## Odznaczenie
- Krzyż Kawalerski Orderu Odrodzenia Polski za wybitne zasługi dla rozwoju polskiego sportu żużlowego, za osiągnięcia w pracy szkoleniowej (2007)[2]